# 455
سنة 455 م (بالأرقام الرومانية: CDLV) كانت سنة بسيطة تبدأ يوم السبت (الرابط يظهر نموذج الجدول الزمني الكامل للسنة) من التقويم اليولياني. بدأت تسمية السنة ب455 منذ العصور الوسطى المبكرة، عندما أصبح تقويم أنو دوميني هو الأسلوب السائد في أوروبا لتسمية السنوات.

## أحداث
- تأسيس مدينة تبليسي وتقع حاليا في جورجيا.

## وفيات
- فالنتينيان الثالث